# Amena Karimyan
Amena Karimyan és una astrònoma afganesa guanyadora del premi de la Unió Astronòmica Internacional al Concurs Internacional d'astronomia i astrofísica al juliol de 2021 i també inclosa a la llista de les 100 dones més influents del món segons la BBC del mateix any.

## Biografia
Amena Karimyan va néixer a Afganistan. És enginyera civil i instructora de l'Institut Tècnic de Herat, així com astrònoma i fundadora del Kayhana Astronomical Group, creat al 2018, que anima a les joves a aprendre sobre astronomia. L'estiu de 2021, la seva organització sense ànim de lucre d'educació en astronomia per a noies va guanyar un premi del Concurs Internacional d'Astronomia i Astrofísica i va rebre dotze telescopis Bresser Messier AR90/900 del projecte Telescopes for All de la Unió Astronòmica Internacional.
L'Acadèmia de Ciències d'Àustria va notar la seva brillantor i activisme i a Karimyan se li va oferir una invitació per dur a terme investigacions a Viena durant tres mesos. El 24 d'agost, només una setmana després que els talibans prenguessin el control de la seu del govern a Kabul, va intentar escapar al Pakistan per via terrestre, però va ser rebutjada a la frontera. Va tornar a intentar-ho el 10 de setembre i, després de mostrar la seva invitació des d'Àustria, se li va permetre travessar la frontera amb Pakistan. Una setmana més tard, Karimyan va ser convidada a l'ambaixada austríaca a Islamabad on esperava finalitzar el seu visat i començar el viatge a Viena. Després de dues cites més i un intens interrogatori, la seva visa va ser rebutjada bruscament sense explicacions. Sense cap altre lloc on anar, Karimyan es va veure obligada a romandre en un allotjament temporal per a convidats al Pakistan, amb el suport de particulars, donacions d'entitats sense ànim de lucre austríaques i el suport vocal de la periodista de Graz, Evelyn Schalk. Mentrestant, a Àustria, científics i ONG estan fent tot el possible perquè la jove de 25 anys es quedi a Àustria després de tot. Diversos mitjans aborden el cas, però els esforços no tenen èxit. «No va anar més lluny», va dir Schalk del mitjà de Graz Der AusAusrisser, que va donar suport econòmic i emocional a Karimyan. La dramaturga austríaca i guanyadora del Premi Nobel, Elfriede Jelinek, va escriure en una declaració solidària: «El pitjor que puc imaginar és tendre la mà a algú que s'està ofegant i després treure-la a l'últim moment. El Ministeri d'Afers Exteriors austríac ho va fer amb Amena Karimyan».
Aquesta situació només va canviar quan el govern federal alemany es va acabar implicant. El Ministeri d'Afers Exteriors, que ha estat dirigit per Annalena Baerbock des del canvi de govern, ha posat Karimyan a la llista de persones que estan especialment en risc. Quatre dies després, l'astrònoma ja va poder viatjar en avió cap a Alemanya. Pel que sembla, el que té Alemanya i Àustria no, és una situació legal que permet protegir les dones que han de temer per la seva vida dels talibans a l'Afganistan. Karimyan es troba des del gener de 2022 en una casa de refugiats a Lüneburger Heide, a uns 80 quilòmetres al sud d'Hamburg. Segons ella mateixa indica a un diari alemany: «En aquests moments encara em sento molt deprimida. Els últims mesos han estat molt difícils per a mi», diu Karimyan, que va haver de deixar tota la seva família a l'Afganistan. El govern alemany li ha concedit un visat de tres mesos amb la perspectiva d'un procediment regular d'asil. Karimyan s'ha de quedar al centre d'acollida durant les primeres setmanes, després de les quals es preveu que anirà a viure amb una família d'acollida.

## Premis i reconeixements
Al juliol del 2021, va guanyar un premi de la Unió Astronòmica Internacional pel Concurs Internacional d'astronomia i astrofísica. Al mateix any, ser inclosa a la llista de les 100 dones més influents del món segons la BBC: 100 Women.